# Gaspar de Guzmán
Pour les articles homonymes, voir Guzmán et Olivares.
 (décembre 2020).
Si vous disposez d'ouvrages ou d'articles de référence ou si vous connaissez des sites web de qualité traitant du thème abordé ici, merci de compléter l'article en donnant les références utiles à sa vérifiabilité et en les liant à la section « Notes et références ».
Gaspar de Guzmán y Pimentel Ribera y Velasco de Tovar, comte d'Olivares et duc de Sanlucar la Mayor, né à Rome le 6 janvier 1587 et mort le 22 juillet 1645 à Toro, près de Zamora, est un important ministre et favori royal espagnol, qui fut Premier ministre du pays.
Son nom est souvent raccourci en Gaspar de Guzmán y Pimentel et il est souvent appelé comte-duc d'Olivares.

## Biographie

### Jeunesse
Né à Rome, où son père, don Enrique de Guzmán, comte d'Olivares était ambassadeur d'Espagne auprès du Saint-Siège, il vécut en Italie jusqu'à l'âge de douze ans, son père ayant ensuite été nommé vice-roi de Sicile et de Naples. Puîné d'une branche cadette de la Maison de Guzmán, il était en principe destiné à une carrière ecclésiastique. À quatorze ans, il fut envoyé pour étudier le droit canon à l'université de Salamanque. C'est probablement la mort de ses frères aînés, qui le rendit héritier du titre : il interrompit ses études pour accompagner son père à la Cour du roi Philippe III en 1604. Il y fut bientôt membre du Conseil d'État et Premier Contrôleur des Comptes. Lorsque son père mourut en 1607, il hérita la seigneurie d'Olivares et concentra ses efforts à séduire sa future épouse, doña Inés de Zúñiga y Velasco, avec qui il se maria la même année, ainsi qu'à obtenir la qualité de Grand d'Espagne. Avant de parvenir à ce dernier but, il se retira à Séville pour y administrer ses domaines et y resta huit ans.

### Accession au pouvoir
En 1615, après que le duc de Lerma l'eut fait nommer gentilhomme de la chambre du prince héritier, futur Philippe IV, il rejoignit la Cour. Son accession à cette charge le fit intervenir dans les luttes pour le pouvoir entre le favori du roi, le duc de Lerma et le fils de ce dernier, le duc d'Uceda pour lequel il prit parti. Lors de la disgrâce de Lerma, en 1618, Olivares eut la chance d'être dans le camp des vainqueurs. Il entreprit alors de constituer une faction proche du pouvoir royal en s'appuyant sur son oncle Baltasar de Zúñiga (es), lequel avait été introduit à la cour par le duc d'Uceda sur la suggestion d’Olivares. C'était un homme avisé, intelligent et persuasif qui sut entrer dans la faveur du futur roi Philippe IV, de telle façon que lorsque celui-ci succéda en 1621 à son père Philippe III, il le nomma premier ministre en lieu et place du duc d'Uceda. La faction d'Olivares avait gagné. Le 10 avril de la même année, le roi accorda à Olivares, suivant la formule consacrée (« Conde de Olivares, cubríos »), la dignité de Grand d'Espagne. Enfin, lorsque son oncle mourut, il en fit son Premier ministre.

### Ministre tout-puissant

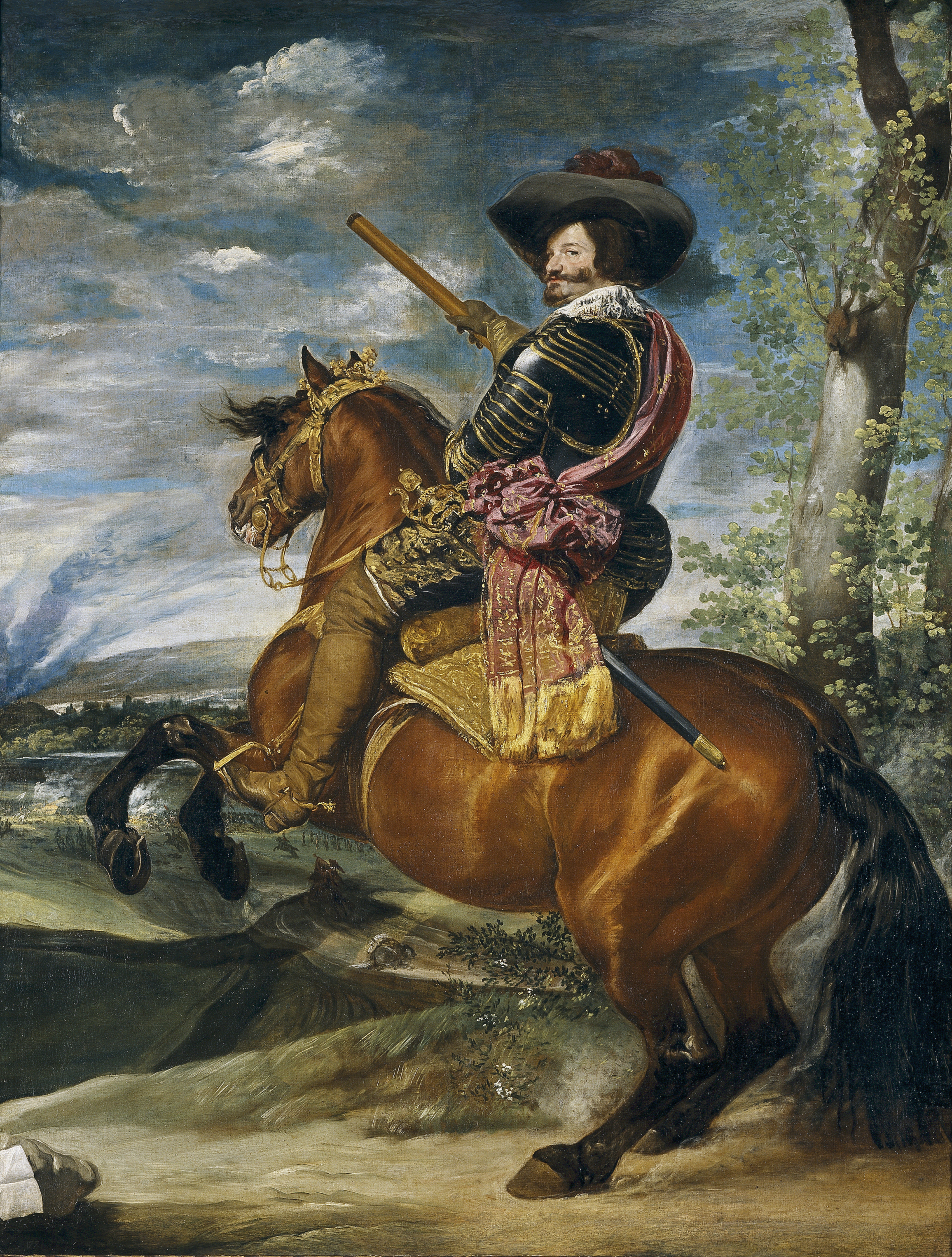
Portrait équestre du comte-duc d'Olivares de Diego Vélasquez, 1634 musée du Prado, Madrid.

Enfin arrivé à son but, il déploya une activité débordante. À l'intérieur du royaume, il entreprit un programme ambitieux de réformes ; dans les affaires étrangères, il mit un terme à la politique de compromis en réactivant la guerre contre les Provinces-Unies, il appuya la maison d'Autriche en butte aux conflits de la guerre de Trente Ans et s'opposa à la politique de la France dirigée par le cardinal de Richelieu.
Parmi les réformes intérieures on peut souligner une campagne contre la corruption et la vénalité du règne précédent, qui chassa de la cour les membres des factions de Lerma et Uceda, et condamna avec des peines exemplaires les abus du règne antérieur durant lequel, pour renforcer son pouvoir, on plaçait aux postes clés ses parents, amis et clients et on accumulait les titres, les rentes et les propriétés. Le système de gouvernement traditionnel des Consejos (Conseils) fut également remplacé par un ensemble de Juntas, conseils qui embrassaient les différentes branches de l'administration publique (armada, sel et mines, travaux et forêts, propreté et population) ou occupaient d'autres fonctions comme la Junta de Reformación (Conseil de Réforme) qui veillait sur la moralité de la cour ou la Junta de Ejecución (Conseil d'Exécution) qui était un organe exécutif pour l'adoption rapide de décisions. Il essaya également de mettre en place une série de mesures économiques mercantilistes, comme des aides aux fabriques de laines et de soie, la promotion du commerce, et des mesures protectionnistes, mesures qui ne parvinrent pas à produire des effets par manque de vigueur et de constance.
Toutefois ses projets les plus ambitieux touchèrent à la fiscalité et consistèrent à supprimer l’impôt des Millions, la création de trésors publics pour le financement des travaux publics et à tenter de juguler l'inflation en mettant fin à la frappe incontrôlée de monnaie. Malgré tout, toutes les réformes échouèrent, du fait de la ruine de l'économie des royaumes de la monarchie et la perte de crédit internationale.
Le comte-duc s'occupa également du problème fondamental de la monarchie, c'est-à-dire la diversité des prérogatives royales dans chacun des royaumes. Le programme politique de Olivares est inclus dans le « Grand Memorial » qu'il présenta au roi en 1624, dans lequel il suggérait une solution diamétralement opposée à celles qu'avaient mises en place les souverains précédents, et qui prônait l'uniformité légale des divers royaumes. Pour cela, il proposa un plan de réformes visant à renforcer le pouvoir royal et l'unité des territoires qu'il dominait et à obtenir une meilleure gestion des finances au service de la politique extérieure. À son avis, l'efficacité de la machine de guerre de la monarchie, soutien de son hégémonie en Europe, dépendait de sa capacité à mobiliser les moyens financiers des royaumes, ce qui nécessitait une administration plus forte et centralisée. C'est ce qu'on appela la Unión de Armas (Union des Armes), projet qui visait à augmenter l'engagement de tous les royaumes d'Espagne (cette expression était utilisée dans le document) pour partager avec la Castille les charges humaines et financières de l'effort de guerre. On prévoyait la création d'une réserve commune de 140 000 hommes, fournie par tous les royaumes proportionnellement à leur population. Cette mesure fut interprétée par les royaumes de la couronne d'Aragon (Aragon, Catalogne, Valence) comme une nouvelle étape dans la soumission au roi castillan.

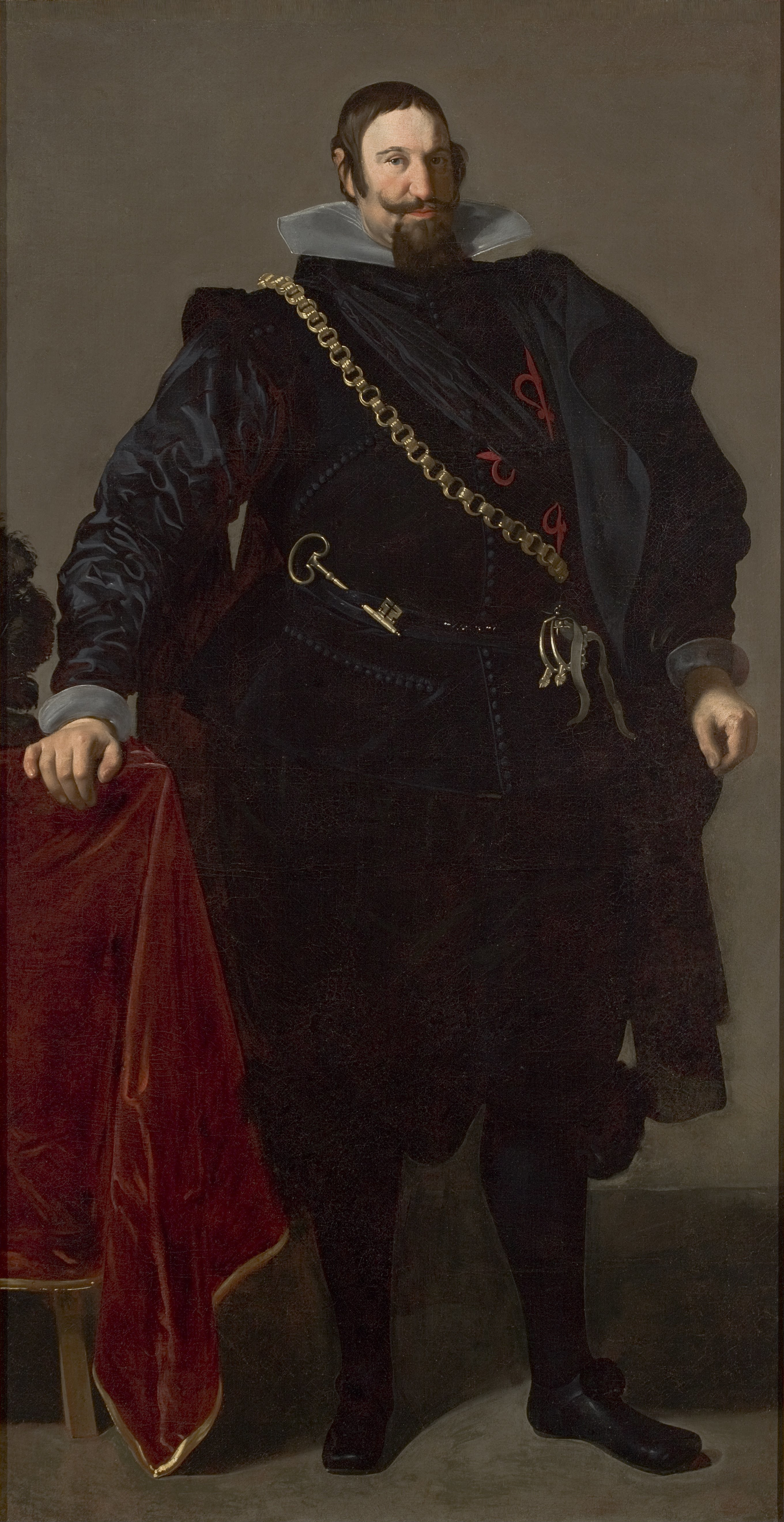
Portrait de Gaspar de Guzmán, attribué à Diego Velázquez (1624), Musée d'art de São Paulo.

Dans le domaine des affaires étrangères, Olivares abandonna les campagnes impérialistes et agressives. Il se concentra sur la défense des biens hérités du siècle antérieur. Les Pays-Bas et l'Allemagne furent le théâtre où se déroula cette lutte pour la survie. Cette lutte avait déjà commencé en Allemagne en 1618, avec le déclenchement de la guerre de Trente Ans (1618-1648). Les Habsbourg d'Espagne ne s'impliquèrent pas directement mais envoyèrent de l'argent et des hommes à leurs cousins d'Autriche. Ces troupes participèrent à l'écrasement de la rébellion de la Bohême. La rébellion des catholiques de la Valteline contre leurs seigneurs protestants des Ligues grisonnes permit d'introduire des troupes espagnoles dans la vallée et de protéger les voies vers l'Espagne (opération bridée par le traité de Monzón en 1626). En ce qui concerne les Pays-Bas, on reprit les hostilités contre les Provinces-Unies en rompant la Trêve de Douze Ans (considérée comme ruineuse pour la Cour). Au début, on put compter quelques victoires : bataille de Fleurus (1622), reddition de Bréda (1624).
Cependant, sans nouvelles rentrées financières, les guerres causèrent un endettement croissant, jusqu'à la banqueroute de 1627. Depuis lors, les défaites militaires se succédèrent, ouvrant le chemin à la décadence espagnole en Europe. Les relations avec l'Angleterre s'étaient assombries après l'échec des négociations en vue du mariage de l’infante María avec le prince de Galles. En Flandres, la monarchie perdit Bois-le-Duc (1629), Maastricht (1632) et Bréda (1637), tandis que la flotte espagnole était battue par les Hollandais à la bataille des Dunes en 1639. En Italie, la seconde guerre de Succession de Mantoue avait débouché sur l'annexion de Montferrat par la France, en 1631, par le traité de Cherasco. Dans le même temps, Valtelina (1639) fut perdu. Dans l'Empire, la fracassante victoire de Nördlingen (1634), où le cardinal infant don Fernando écrasa l'armée de Bernard, duc de Saxe-Weimar, poussa la guerre à entrer dans une phase décisive.

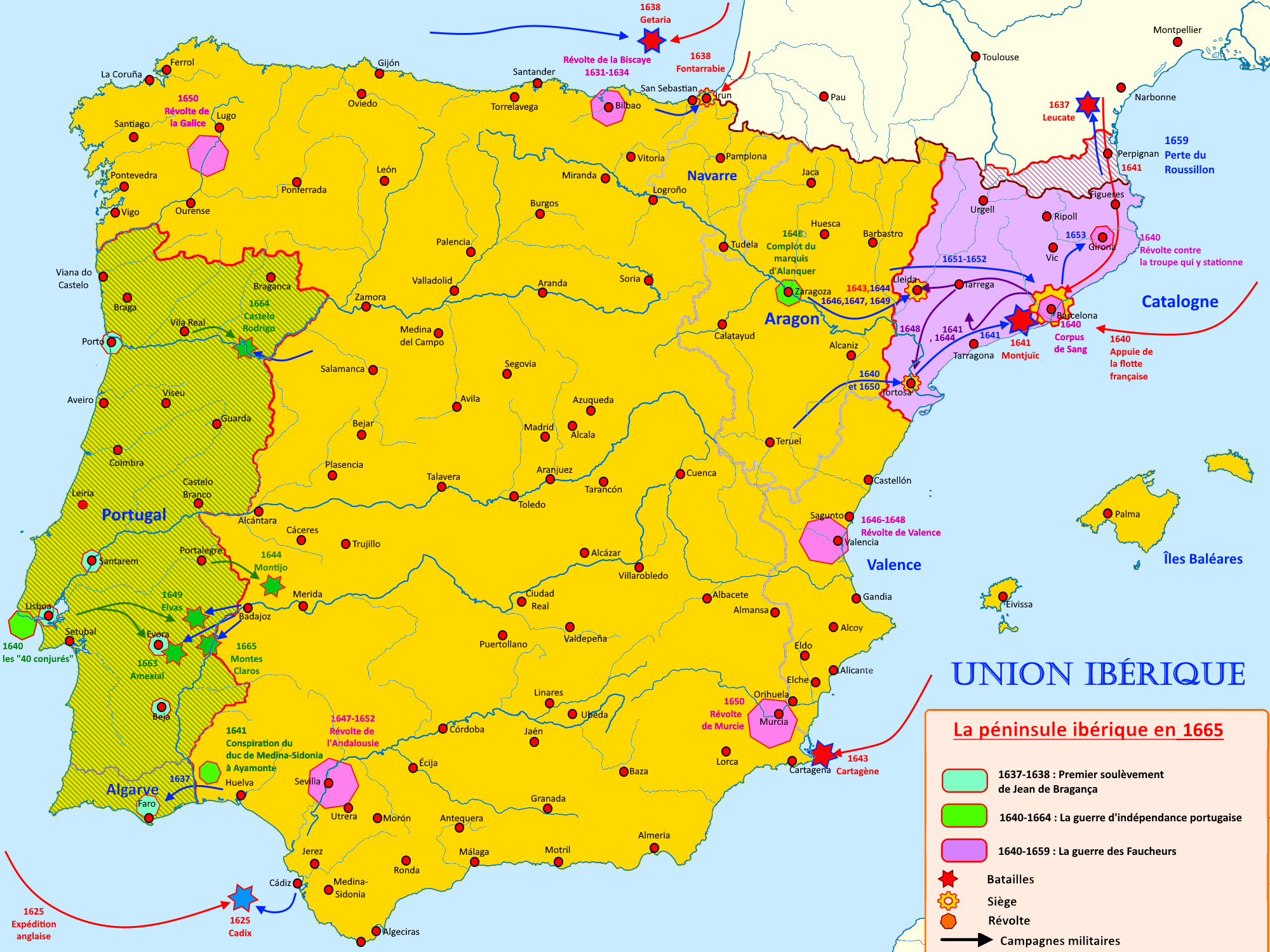
L'Espagne sous Olivares.

### La chute
Entre 1627 et 1635, Olivares fit des efforts ultimes pour imposer ses réformes par la voie autoritaire. La politique d'unification était à ses yeux l'unique possibilité de sauver la monarchie, et il était également nécessaire que les royaumes contribuent aux charges militaires que la Castille ne pouvait plus assumer seule. Toutefois, les résistances furent importantes ; couplées aux déroutes militaires, elles minèrent le prestige de la couronne. Après le premier choc de la mutinerie de la révolte de la gabelle en Biscaye (en) (1630-1631), le mécontentement intérieur des royaumes de la péninsule éclata finalement au grand jour en 1640. Avec l'occupation française de Salses dans le Roussillon, la guerre touchait la Catalogne ; ce fut le prétexte avancé par Olivares pour imposer l'Unión de Armas (union des armes). Cependant, le système de recrutement fut déclaré contraire aux constitutions catalanes par la Députation catalane. Les troubles nés de l'obligation de loger les troupes créèrent un climat de tension débouchant sur le Corpus de Sang (juin 1640) et la sécession de la Catalogne, qui ne sera étouffée qu’en 1651. De la même manière, quelques mois plus tard et pour des raisons similaires, débuta en décembre 1640 la guerre de Restauration, qui aboutit à la dissolution de l'Union ibérique et à l’indépendance du Portugal. Aux défaites castillanes aux batailles de Montjuïc (26 janvier 1641) et de Lleida (octobre 1642), s'ajouta la conspiration indépendantiste d’Andalusie (en) du duc de Medina Sidonia et de Francisco Manuel Silvestre de Guzmán, marquis de Ayamonte à l’été 1641. Cette conspiration fit perdre tout crédit politique au comte-duc et le força à l'exil en 1643. Il se retira d'abord dans ses domaines de Loeches, dans les environs de Madrid. Mais ses détracteurs continuèrent à formuler des accusations contre lui, jusqu'à pousser le roi à l'exiler plus loin à Toro (1643) et l'Inquisition à le juger en 1644. Il mourut à Toro en 1645.

### Conclusion
La nouvelle de la mort du comte-duc fut reçue avec un sentiment de soulagement et de libération par la majorité de ses compatriotes. Son autoritarisme n'avait pas été bien reçu par les sujets de la monarchie, surtout parce qu'il était appuyé sur la conviction que la survivance de la monarchie nécessitait la mobilisation pour la guerre de tous les moyens humains et financiers disponibles. La chute d'Olivares ne provoqua pas de cataclysme. Philippe IV avait gouverné vingt-deux ans avec le comte-duc, il gouvernera autant d'années sans lui. Toutefois, la chute d'Olivares mit au jour deux faits qu'aucun souverain Habsbourg ne pourra changer. D'abord, l'hégémonie de la couronne d'Espagne était sur le point de s'effacer pour passer à la France. De plus, la couronne avait échoué dans ses efforts de réformer l'organisation administrative, constitutionnelle et économique, et d’aborder favorablement les changements en cours en Europe. Ses efforts furent d'autant moins efficaces que la société espagnole, comme ailleurs en Europe, était réticente à tout ce qui était « nouveau ».
Jusqu'à l'avènement d'une nouvelle dynastie, aucun ministre ne se risqua à impulser des réformes aussi radicales que celles défendues par Olivares. Du fait de son échec, le comte-duc avait discrédité beaucoup d'aspects de la politique à laquelle il était associé. Toutefois, certaines de ses visées réformistes (plans de peuplement et réformes fiscales) réapparurent sous une forme ou une autre durant le grand mouvement réformateur du XVIIIe siècle.